# آیدل بهشتی
آیدل بهشتی (به کره‌ای: 성스러운 아이돌; انگلیسی: The Heavenly Idol) یک مجموعهٔ تلویزیونی کره جنوبی سال ۲۰۲۳ با بازی کیم مین کیو، گو بو گیول و لی جانگ وو است. این مجموعه برپایهٔ یک وب ناول با همین نام از شین هوا جین است و از ۱۵ فوریه ۲۰۲۳، روزهای چهارشنبه و پنجشنبه ساعت ۲۲:۳۰ (کی‌اس‌تی) در ۱۲ قسمت از تی‌وی‌ان پخش شد. آیدل بهشتی همچنین برای استریم در ویکی و ویو در مناطق منتخب قابل دسترسی است.

## بازیگران

### اصلی
- کیم مین کیو در نقش رمبراری / وو یون وو[۴][۸]
- گو بو گیول در نقش کیم دال[۴][۸]
- لی جانگ وو در نقش اویل وان / شین جو وون[۴][۹]